# La Corne-en-Vexin
La Corne-en-Vexin es una comuna nueva francesa situada en el departamento de Oise, de la región de Alta Francia.

## Historia
Fue creada el 1 de enero de 2019, en aplicación de una resolución del prefecto de Oise de 28 de septiembre de 2018 con la unión de las comunas de Boissy-le-Bois, Énencourt-le-Sec y Hardivillers-en-Vexin, pasando a estar el ayuntamiento en la antigua comuna de Énecourt-le-Sec.

## Demografía
Según los datos aportados en la resolución del prefecto de Oise, la comuna se crea con 543 habitantes.

## Composición
| Comuna fusionada      | Código INSEE | Población (2016) | Superficie (km²) | Densidad (hab./km²) |
| --------------------- | ------------ | ---------------- | ---------------- | ------------------- |
| Boissy-le-Bois        | 60080        | 195              | 6.04             | 32                  |
| Énencourt-le-Sec      | 60209        | 191              | 5.99             | 32                  |
| Hardivillers-en-Vexin | 60300        | 142              | 4.82             | 29                  |